# Pouteria venosa
Pouteria venosa là một loài thực vật có hoa trong họ Hồng xiêm. Loài này được (Mart.) Baehni miêu tả khoa học đầu tiên năm 1942.

## Hình ảnh

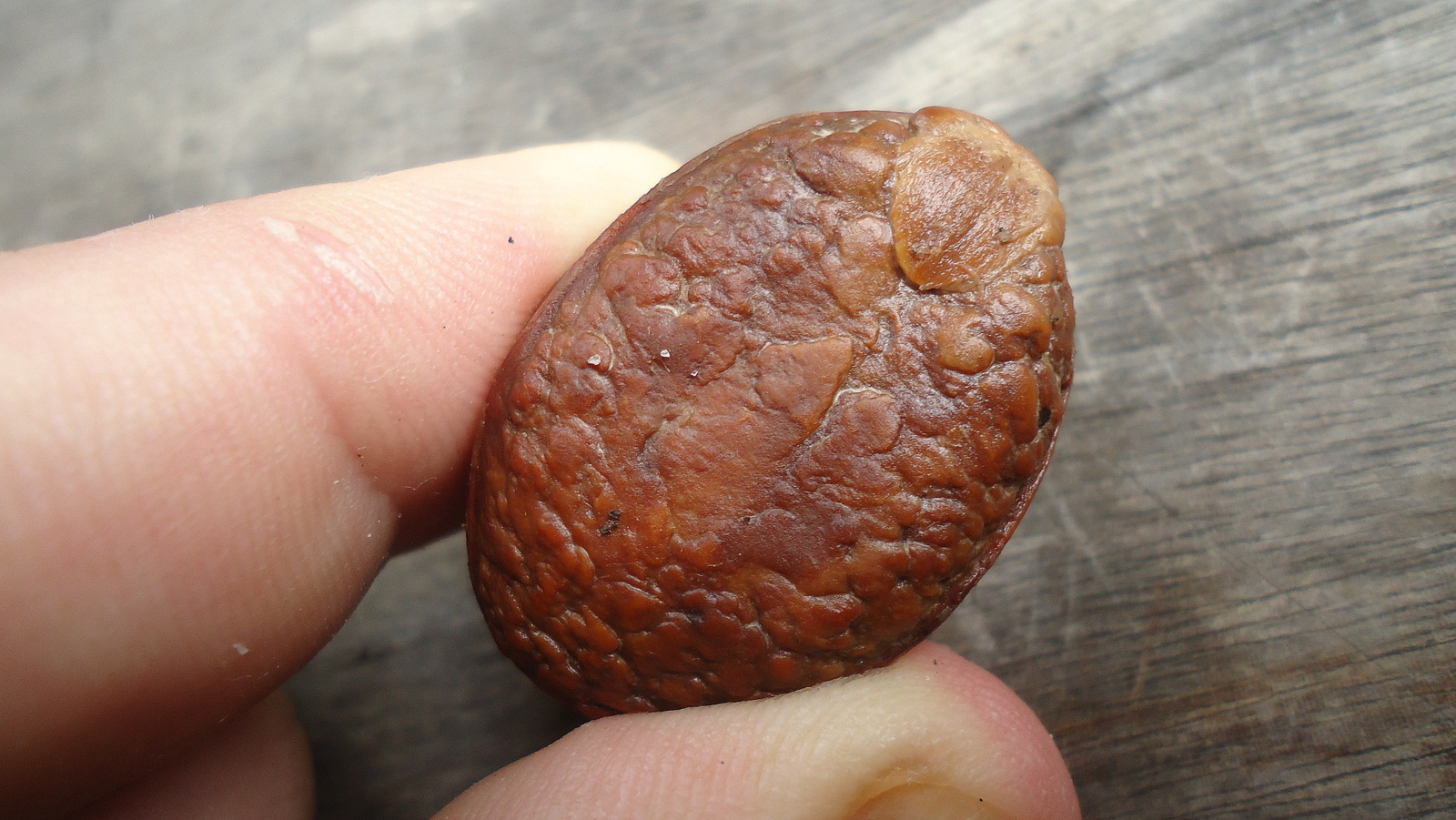
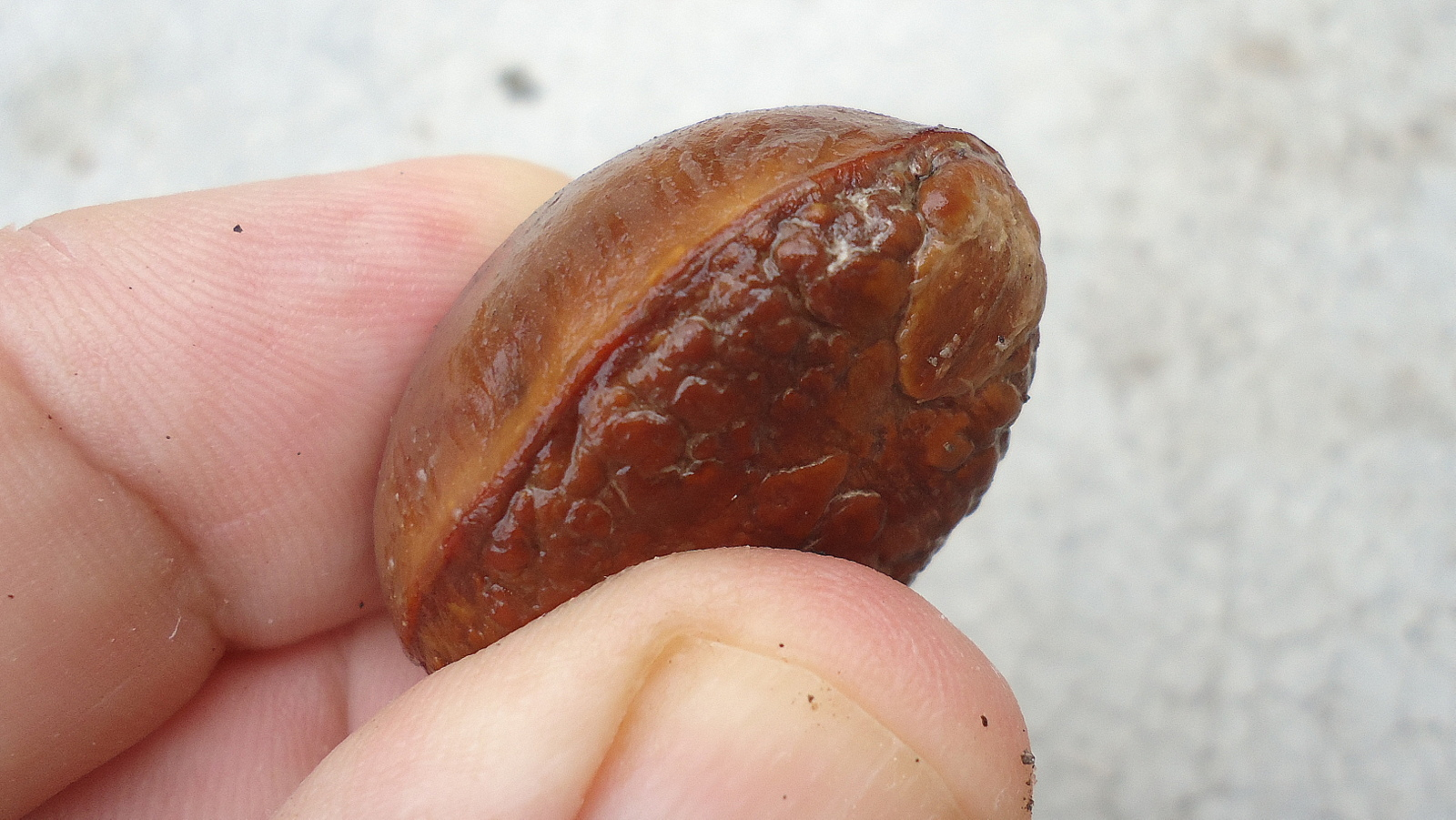
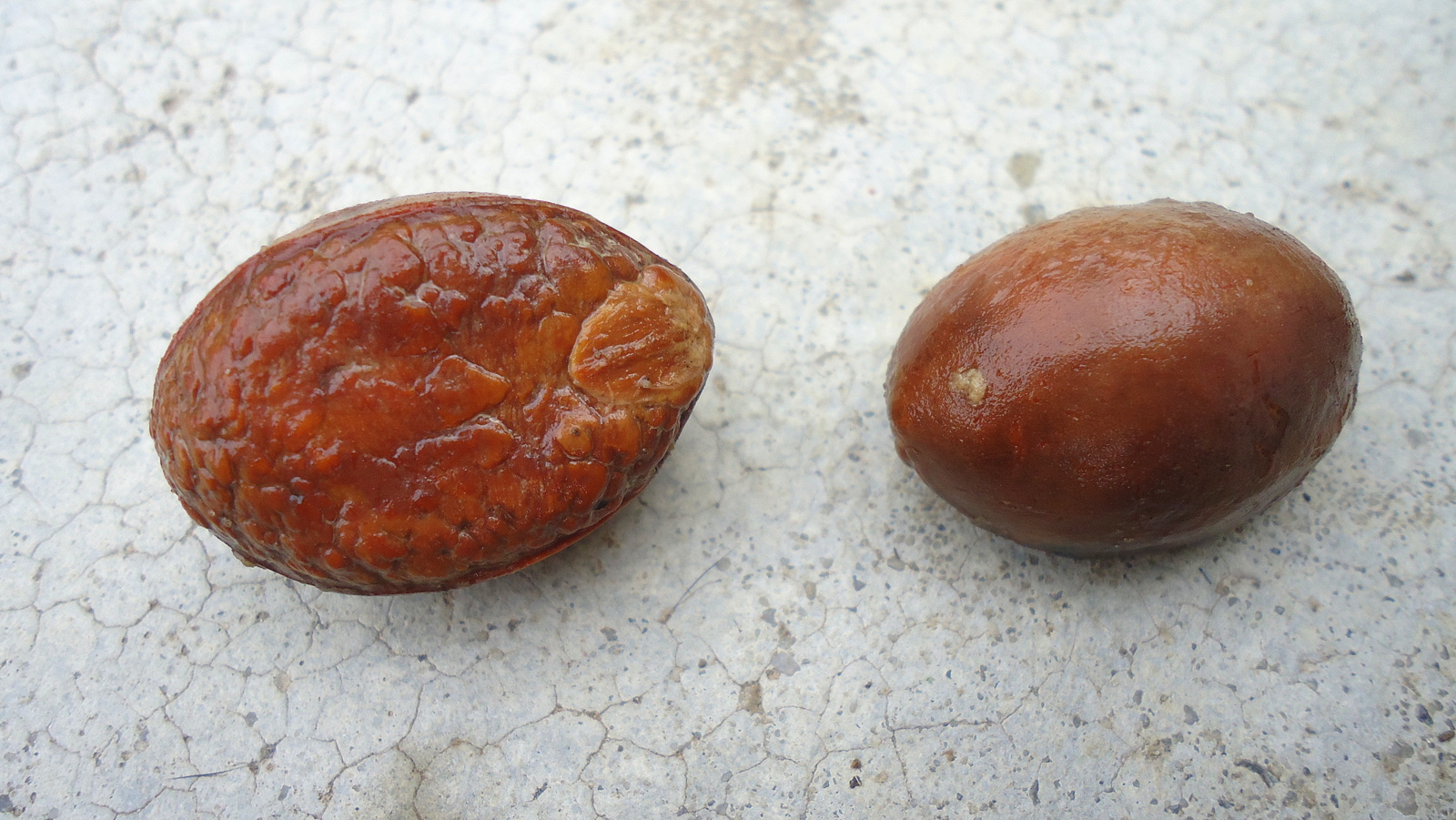
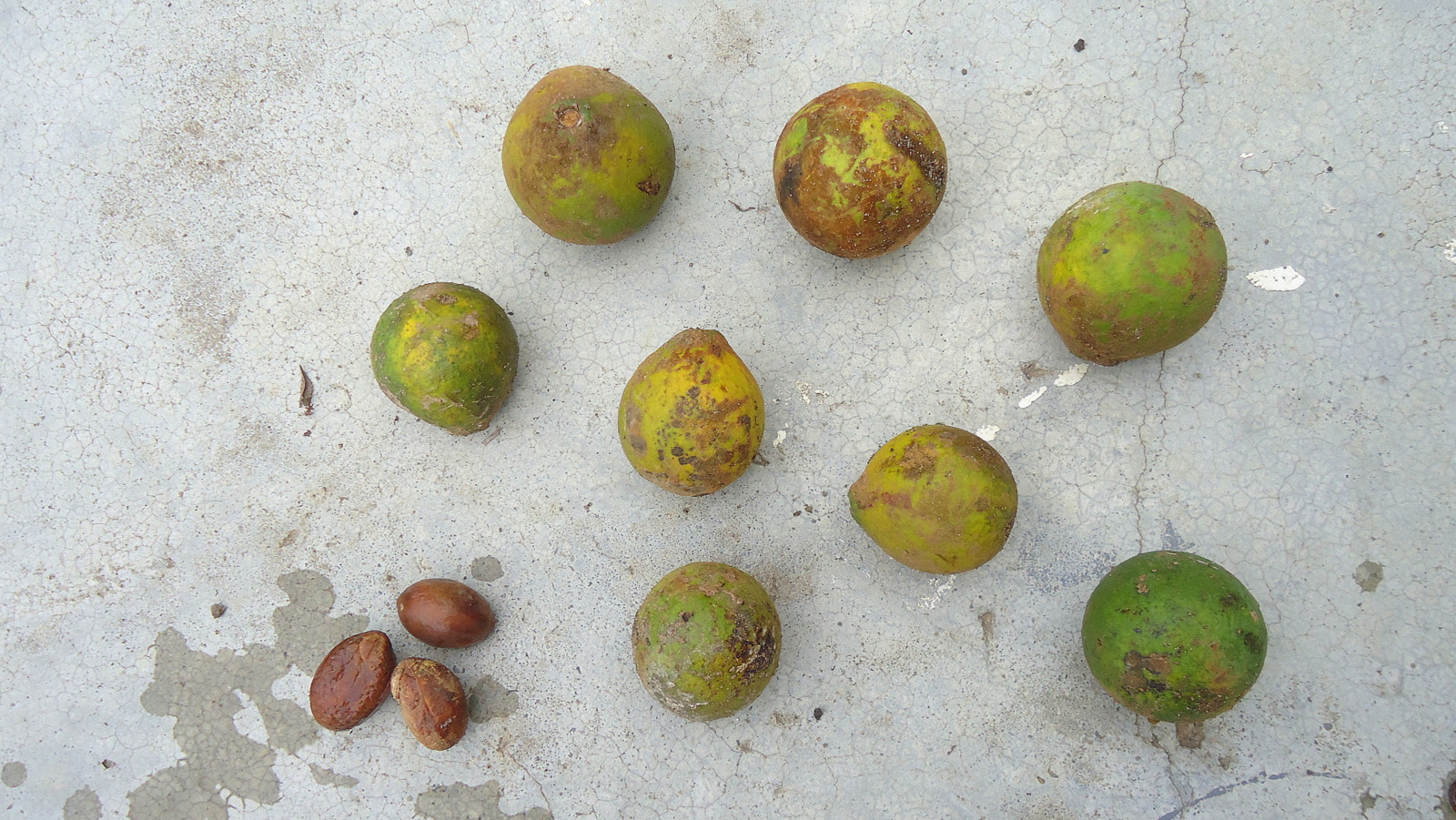